# Le Mot et la Chose (Quine)
Pour les articles homonymes, voir Le Mot et la Chose.
Le Mot et la Chose est un ouvrage de philosophie de la logique et de philosophie du langage écrit par le logicien et philosophe américain Willard van Orman Quine en 1960. « Il enrichit, tout en la dépassant, la critique de l'empirisme que Quine avait inaugurée dans sa brève étude de 1950 : Les Deux Dogmes de l'empirisme. »

## Indétermination de la traduction
Le Mot et la Chose est un ouvrage particulièrement important car il remet en cause l'ontologie de Frege et de Russell, qui affirmait que des énoncés pouvaient avoir un contenu sémantique identique. Quine leur oppose le principe d'indétermination de la traduction.
« Le Mot et la chose est construit, pour une large part, sur une expérience de pensée destinée à examiner la manière dont le langage se rapporte au monde et en autorise la connaissance. »
Dans Le Mot et la Chose, Quine imagine un linguiste de terrain qui doit interpréter la langue complètement inconnue d'un indigène sans aucun intermédiaire (c'est le cas de la traduction dite radicale). Quine défend le behaviorisme en linguistique et pense que l'interprète ne peut s'appuyer que sur le comportement observable et les stimuli. La thèse d'indétermination de la traduction est qu'il est possible logiquement que deux interprètes fassent des manuels de traduction qui soient cohérents avec la totalité des phrases acceptées par le locuteur et qui pourtant soient en contradiction localement l'un avec l'autre.
Non seulement les phrases sont sujettes à une telle indétermination mais les termes qui entrent dans ces phrases sont aussi indéterminés. Si le locuteur dit gavagai à chaque fois qu'il voit ce que l'interprète appelle un lapin, aucune expérience ne permet de trancher si cela fait référence à « un lapin » ou bien à « une instance de Lapinité » ou bien à « un segment continu de la fusion de tous les lapins ». Même le locuteur indigène ne peut pas mettre fin à cette « inscrutabilité » et l'indétermination de la traduction commence dès l'apprentissage de la langue maternelle.

## Édition française
Le Mot et la Chose, trad. J. Dopp et P. Gochet, avant-propos de P. Gochet, Paris, Flammarion, coll. « Champs », 1977, 399 p.